# Marta (Fluss)
Der Marta ist ein italienischer Fluss im Nordwesten der Region Latium. 

## Beschreibung
Er entwässert den Bolsenasee bei der Ortschaft Marta und mündet nach 54 km bei Tarquinia in das Tyrrhenische Meer. Seine Zuflüsse sind die Bäche Catenaccio und Traponzo. Er durchfließt die Gemeinden Marta, Tuscania und Tarquinia. In der Antike hieß der Fluss Larthe.

## Bilder

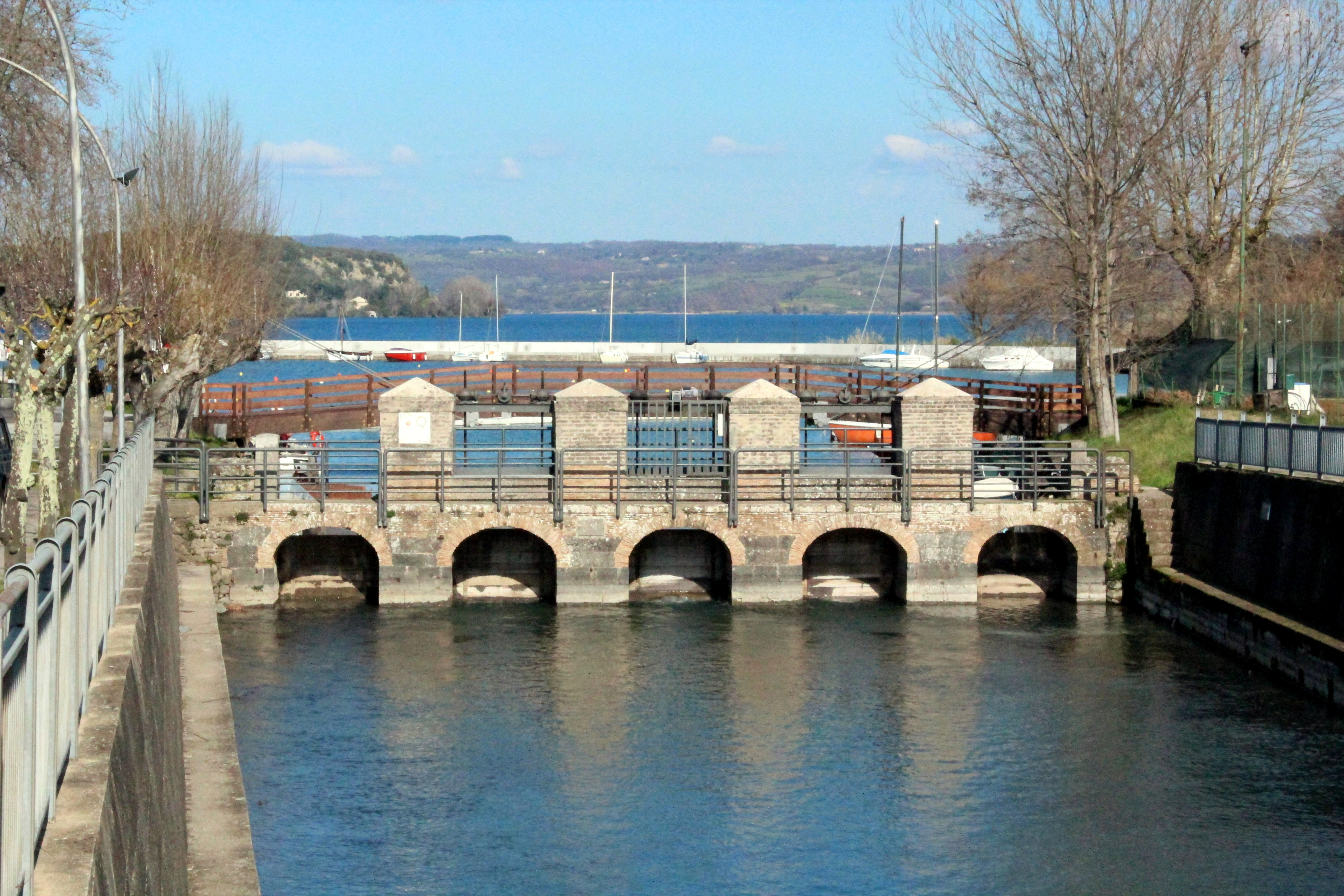
Der Marta als Entwässerer des Bolsenasees kurz nach dem Hafen von Marta.
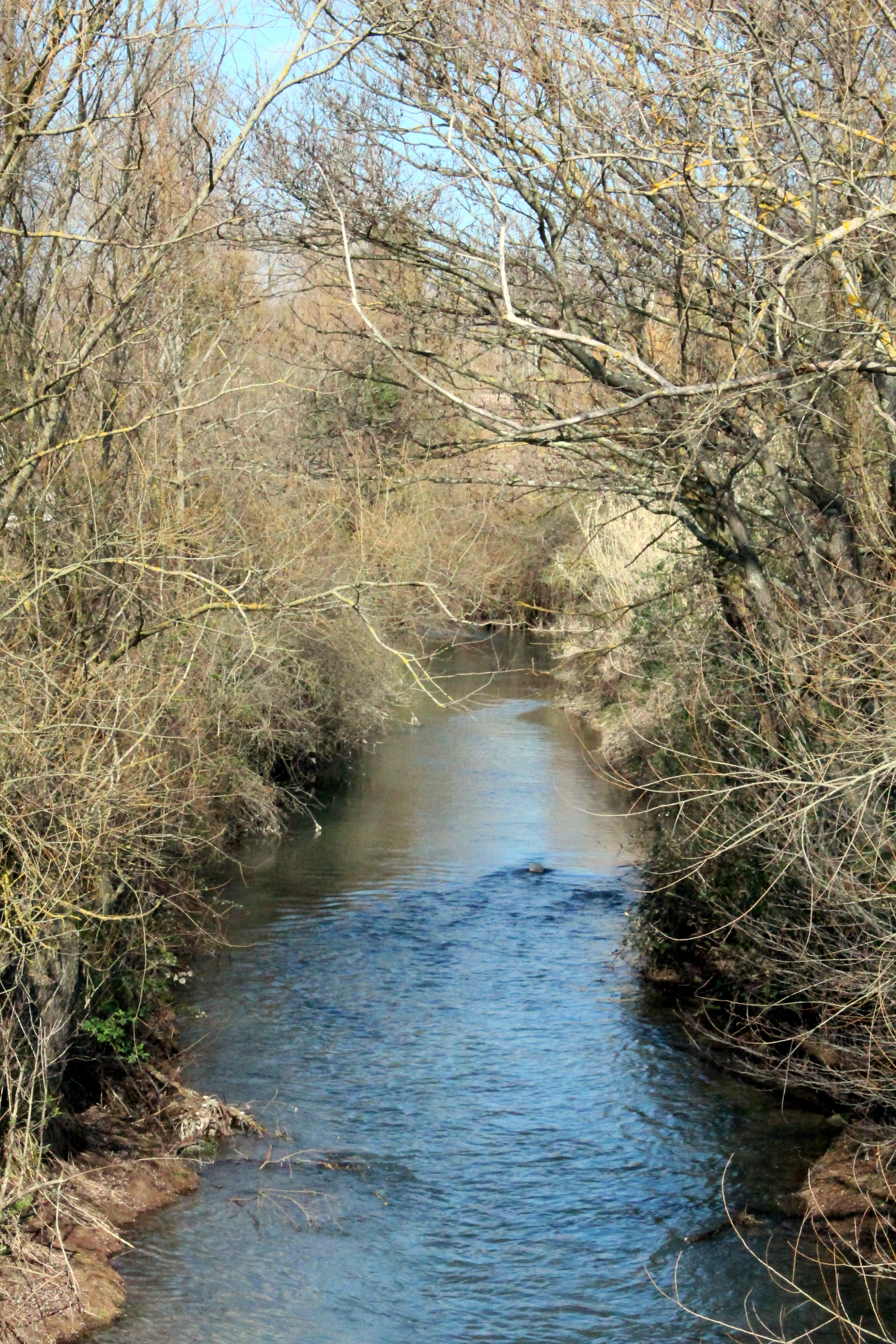
Der Marta kurz hinter dem Ort Marta.
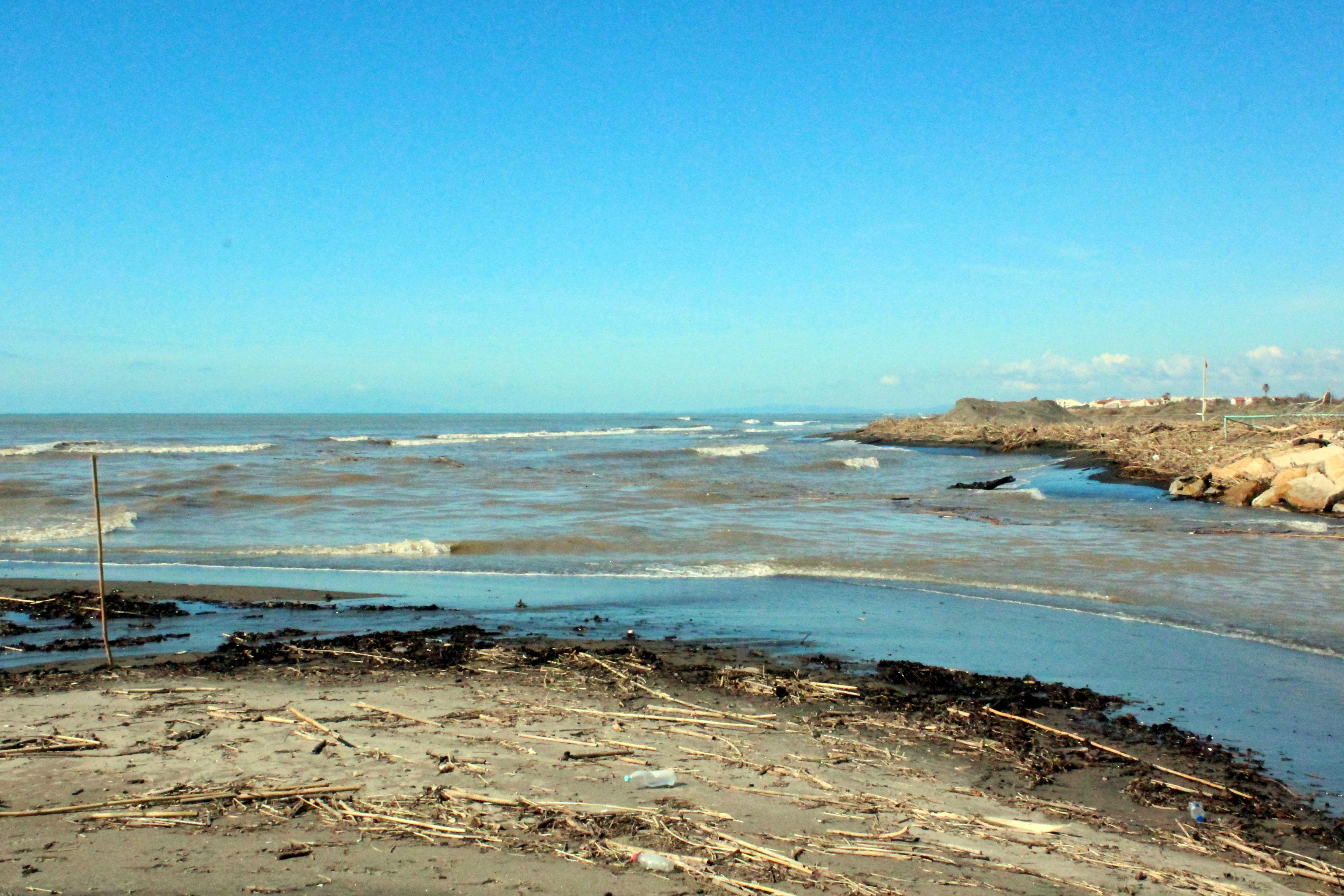
Der Marta an der Mündung in das Tyrrhenische Meer bei Lido di Tarquina.